# マリオ・クオモ
マリオ・マシュー・クオモ（英語：Mario Matthew Cuomo、1932年6月15日 - 2015年1月1日）は、イタリア系カトリック、アメリカ合衆国の政治家、弁護士、野球選手。第52代ニューヨーク州知事を務めた。

## 来歴
1932年6月15日にニューヨーク州ニューヨークのクイーンズ区に誕生する。セント・ジョンズ大学にて1953年に学士号、1956年に法学位を取得。その後、ピッツバーグ・パイレーツにスカウトされ、頭部へのデッドボールで負傷するまでマイナー・リーグでプレーした。
1970年代初頭、クイーンズ地区のフォレストヒルズ地区居住者の代表として同近隣地区への公営住宅開発反対運動に参加して名を馳せる。クイーンズ地区は居住者1人あたりの収入が高く、全米オープンテニストーナメントが開催されることで有名であった。
1974年にニューヨーク州副知事選挙に出馬するが落選するも、1975年にヒュー・ケアリー州知事によってニューヨーク州州務長官へ指名された。
1977年のニューヨーク市長選挙の民主党候補指名選挙ではエド・コッチに敗北したが、ニューヨーク自由党によって代表に指名される。しかし本選挙ではコッチに再び僅差で敗北する。
1978年にケアリーの伴走候補者として副知事に選出される。クオモは州知事選における1982年の民主党候補指名選挙でコッチを破り、本選では共和党候補ルイス・レーアマンを破って、1983年に知事に就任した。
1984年大統領選挙では、ノートルダム大学で実施した演説が話題となった。民主党は、女性初の副大統領候補ジェラルディン・フェラーロを指名したが、彼女が中絶を禁止す教説のカトリックの信徒でありながら、中絶政策を容認していたために批判されていた。同じ民主党所属でカトリック信徒であり、地元ニューヨーク選出のフェラーロを支持するためにカトリックの大学であるノートルダムで、中絶政策を支持する演説をした。
その後3期連続で知事を務め、1995年までニューヨーク州知事であった。
1994年にクオモは4選を目指して知事選挙へ出馬したが、この選挙で共和党はアーサー・シャウクロス事件（1988年に仮釈放された後、複数の殺人を行い有罪となった）を引き合いに出し、彼の死刑反対の姿勢を攻撃した。共和党はシャウクロスの一件を、6年前の大統領選挙におけるマイケル・デュカキスとウィリー・ホートンのように、クオモに関連づけることに成功した。
このネガティブキャンペーンが功を奏してか、クオモは知事選挙でジョージ・パタキに敗北することになる。1994年は共和党が地滑り的大勝利を収めた年でもあり、テキサス州のアン・リチャーズ州知事が落選したり、上院および下院で共和党が多数を占めることとなった。
後にクオモとリチャーズはドリトス（ポテトチップスの商標）のテレビコマーシャルに出演した。CMではクオモとリチャーズが執務室の撤収作業をしながら「全面的変更」について議論を行うが、その変更とはドリトスのパッケージについてである。
2015年1月1日に死去した。82歳であった。

## 家族
クオモの長男であるアンドリュー・クオモは56代目ニューヨーク州知事、11代目アメリカ合衆国住宅都市開発長官などを務めた。また、彼はロバート・F・ケネディの娘であるケリー・ケネディと1990年に結婚したが、2003年に別居してその後離婚した。さらに2007年にニューヨーク州検事総長に就任した。2010年の中間選挙で共和党のカール・パラディノ候補を破ってニューヨーク州知事に当選し、父子2代でのニューヨーク州知事となったが、セクシャルハラスメント疑惑により辞任した。
下の息子であるクリス・クオモはテレビジャーナリストであり、複数の番組でニュースアンカーを務めた。

## 著作
- Why Lincoln Matters: Today More Than Ever (2004). ISBN 0151009996
- Reason to Believe (1996). ISBN 0684825333